# Мази Пилзера (Болцано)
Мази Пилзера је насеље у Италији у округу Болцано, региону Трентино-Јужни Тирол.
Према процени из 2011. у насељу је живело 16 становника. Насеље се налази на надморској висини од 1699 м.